# Des Knaben Wunderhorn

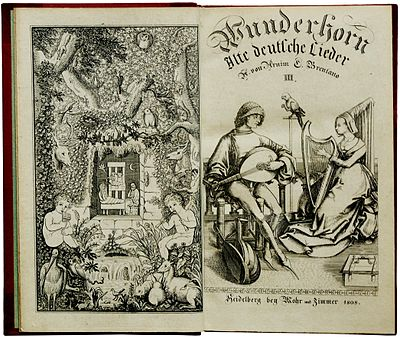
Imatge de la primera edició de la col·lecció

Des Knaben Wunderhorn (en català, El corn meravellós del vailet) o, el títol complet, Des Knaben Wunderhorn: Alte deutsche Lieder, és el títol d'un recull de poemes tradicionals recollits per Achim von Arnim i Clemens Brentano a principis del segle xix. Conté 723 poemes d'amor, de soldats, de caminades i cançons infantils des de l'edat mitjana fins al segle xviii.
Els tres volums de l'obra, dedicats al poeta Johann Wolfgang von Goethe, van aconseguir un gran èxit.

## Font
El treball es va publicar en dues parts els anys 1805 i 1808 a la ciutat de Heidelberg. Aquest recull cançons populars del sud d'Alemanya, que en alguns casos van ser modificada i adaptada per Arnim i Brentano. A l'època de les guerres napoleòniques, es promogué el desenvolupament del liberalisme polític i el nacionalisme, impulsant la recuperació de les tradicions populars i les llengües dels pobles i aquest moviment cultural van tenir una gran recepció en la societat europea. Qualsevol cosa que no s'hagi vist afectada pels efectes negatius de la civilització moderna s'ha considerat que és bona i útil per a la "recuperació de la nació".

## Influències posteriors
Aquesta obra va interessar especialment al compositor Gustav Mahler que va compondre el cicle de cançons, Des Knaben Wunderhorn. Altres compositors que musicaren alguns dels poemes són Felix Mendelssohn, Robert Schumann, Carl Loewe, Johannes Brahms i Alexander von Zemlinsky.